# Slange (rør)
 For alternative betydninger, se Slange (flertydig). (Se også artikler, som begynder med Slange)
En slange er et hult bøjeligt rør til at føre væsker eller gasser igennem.
Specifikke anvendelser omfatter bl.a.:
- En haveslange anvendes typisk til at vande planter i en have eller græsplæne – eller til at føre vand til en sprinkler af samme grund.
- En brandslange anvendes af brandmænd til at føre vandet frem til en brand.
- Luftslanger anvendes ved dykning til at føre luft fra overfladen eller tryklufttanke.
- Gasslanger anvendes til at føre gasser såsom flaskegas, bygas eller ilt og acetylen frem til det forbrugende apparat. De findes til forskellige tryk.
- Bremseslanger overfører trykket gennem bremsevæsken til bremserne på et køretøj.